# جمهورية روز آيلاند
جمهورية روز آيلند أو جمهورية جزيرة الورد (الإسبرانتو: Respubliko de la Insulo de la Rozoj) عبارة عن دولة مجهرية قصيرة الأجل على منصة صنعها الإنسان في البحر الأدرياتيكي، على بعد 11 كيلومتر (6.8 ميل)من ساحل مقاطعة ريميني، إيطاليا.

## التاريخ للجزيرة
في عام 1967 قام المهندس الإيطالي جورجيو روزا بتمويل بناء منصة تبلغ مساحتها 400 متر مربع (4300 قدم مربع) مدعومة بتسعة أبراج، وتم تزويدها بعدد من المنشآت التجارية، بما في ذلك مطعم وبار ونادي ليلي ومتجر للهدايا التذكارية ومكتب بريد، و تشير بعض التقارير أيضًا إلى وجود محطة راديو، لكن هذا لا يزال غير مؤكد.
أعلنت المنصة الاستقلال في 24 يونيو 1968، تحت اسم جمهورية الورد أو بالاسبرانتو "Insulo de la Rozoj" ،  وأعلن روزا نفسة كرئيس . بعد فترة وجيزة، أصدرت روز آيلاند عدداً من الطوابع، بما في ذلك ختم يظهر الموقع التقريبي لجزيرة روز في البحر الأدرياتيكي.
وقد اعتبرت الحكومة الإيطالية إجراءات روسا بمثابة حيلة لجمع الأموال من السياح مع تجنب الضرائب الوطنية. وسواء كان هذا هو السبب الحقيقي أم لا فإن رد الحكومة الإيطالية كان سريعاً: حيث هبطت مجموعة من أربعة ضباط شرطة وضباط من «المدمرة غوارديا دي فينانزا» على «منصة جمهورية الورد» وتولوا السيطرة.
ويقال إن مجلس الحكومة الخاص بالمنصة أرسل برقية، يُفترض أن تقدم إلى الحكومة الإيطالية، للاحتجاج على «انتهاك سيادته والإصابة التي لحقت بالسياحة المحلية بسبب الاحتلال العسكري»، لكن تم تجاهل ذلك.
في 13 فبراير 1969  ولاحقا استخدمت البحرية الإيطالية المتفجرات لتدمير المنشأة، في وقت لاحق  قام جورجبنو روزا بعمل طوابع بريدية أصدرتها حكومة روزا التي أعلنت نفسها حكومة في المنفى.

## العملة
العملة المزعومة للجمهورية كانت «الطاحونة» وهذا ظهر في قضايا الطوابع المبكرة، على الرغم من أنه لم يتم إنتاج أي عملات معدنية أو أوراق نقدية.  تمت ترجمة هذه التسمية إلى الاسبرانتو باسم «ميلوج» في قضايا الطوابع في وقت لاحق (لا علاقة لها spesmilo عملة Esperantist).

## الفيلم
أصدر فيلم روز آيلاند في سنة 2020 بعنوان (L'incredibile storia dell'Isola delle Rose) تدور أحداثه حول قصة تأسيس روز آيلاند وانتهائها من إخراج سيدني سيبيليا وإنتاج نتفلكس.

## مزيد من القراءة
- Vaccarezza، Fabio (يناير 2007). "Rose Island: A Dream of Freedom". The Cinderella Philatelist: 42–46. ISSN:0009-6911.
- Strauss، Erwin S. (1984). How to Start Your Own Country (ط. 2nd). Port Townsend, WA: Breakout Productions. ص. 129–130. ISBN:1-893626-15-6.
- Menefee، Samuel Pyeatt (Fall 1994). "'Republics of the Reefs': Nation-Building on the Continental Shelf and in the World's Oceans". California Western International Law Journal. ج. 25 ع. 1: 105–06. ISSN:0886-3210.

## روابط خارجية
- "Republic of Rose Island" (بالإنجليزية والإيطالية). Archived from the original on 2019-05-27.
- Italian language website discussing the history of Rose Island and its postage stamps. Includes a scan of part of a contemporary newspaper article.[وصلة مكسورة]
- Bijoux, Thérèse (24 Jan 2007). "L'Insulo de Rozoj...storia di una fiaba di costume fine anni 60" (بالإيطالية). Archived from the original on 2014-04-19.(including pictures of its destruction) and comments from the daughter of one of the people responsible for the destruction (Italian language)